# Prêmio Jabuti - Infantil
Infantil é uma das categorias do Prêmio Jabuti, tradicional prêmio brasileiro de literatura que é realizado desde 1959.

## História
A categoria "Literatura Infantil" foi criada já na primeira edição do Prêmio Jabuti, em 1959. Seu objetivo é premiar autores de livros infantis publicados no ano anterior ao da cerimônia. O primeiro vencedor foi Renato Sêneca Fleury, com o livro Aventuras na Roca.
Em 1993, as categorias "Literatura Infantil" e "Literatura Juvenil" foram fundidas em uma única categoria chamada "Livro Infantil ou Juvenil". Apenas em 2005 voltaram a existir categorias independentes, agora chamadas apenas de "Infantil" e "Juvenil". Em 2018, como parte de uma série de mudanças na Prêmio Jabuti, as categorias foram novamente fundidas em "Infantil e Juvenil", o que foi alvo de fortes críticas que levaram à renúncia do então curador do prêmio e ao retorno das duas categorias separadas no ano seguinte.
Até 1992, havia apenas um vencedor por categoria. Em 1993 e 1994, foram definidos até cinco vencedores em cada categoria. A partir de 1995, os três primeiros colocados passaram a ser considerados vencedores (as exceções foram de 2002 a 2005, quando o segundo e o terceiros colocados receberam o prêmio como "menção honrosa"). A partir de 2018, apenas o primeiro colocado voltou a ser considerado vencedor da categoria.

## Vencedores
A categoria "Infantil" não foi concedida algumas em algumas edições (além daquelas em que esteve fundida com a categoria "Juvenil").
| Ano  | Vencedor(a)                     | Vencedor(a)                         | Obra                                                                                   | Editora                                | Outros finalistas | Nota(s)       |        |
| ---- | ------------------------------- | ----------------------------------- | -------------------------------------------------------------------------------------- | -------------------------------------- | --- | ------------- | ------ |
| 1959 | Renato Sêneca Fleury            | Renato Sêneca Fleury                | Aventuras na Roca                                                                      | Melhoramentos                          | | [ 9 ]         |        |
| 1960 | Arnaldo Magalhães de Giacomo    | Arnaldo Magalhães de Giacomo        | Villa-Lobos, Alma Sonora do Brasil                                                     | Melhoramentos                          | | [ 10 ]        |        |
| 1962 | Jannat Moutinho Ribeiro         | Jannat Moutinho Ribeiro             | O Circo                                                                                | Melhoramentos                          | | [ 11 ]        |        |
| 1963 | Elos Sand                       | Elos Sand                           | Aventuras de Eduardo                                                                   | Martins                                | | [ 12 ]        |        |
| 1964 | Maria José Dupré                | Maria José Dupré                    | O Cachorrinho Samba na Rússia                                                          | Saraiva                                | | [ 13 ]        |        |
| 1965 | Wanda Myzielsky                 | Wanda Myzielsky                     | Zuzuquinho                                                                             | Melhoramentos                          | | [ 14 ]        |        |
| 1966 | Mauricio Goulart                | Mauricio Goulart                    | Joana                                                                                  | Editora Alfa-Ômega                     | | [ 15 ]        |        |
| 1968 | Thales de Andrade               | Thales de Andrade                   | Encanto e Verdade                                                                      | Melhoramentos                          | | [ 16 ]        |        |
| 1969 | Jannart Moutinho Ribeiro        | Jannart Moutinho Ribeiro            | Aventuras de Dito Carreiro                                                             | Melhoramentos                          | | [ 17 ]        |        |
| 1970 | Rachel de Queiroz               | Rachel de Queiroz                   | O Menino Mágico                                                                        | José Olympio                           | | [ 18 ]        |        |
| 1971 | Fernanda Lopes de Almeida       | Fernanda Lopes de Almeida           | Soprinho                                                                               | Ática                                  | | [ 19 ]        |        |
| 1972 | Camila Cerqueira César          | Camila Cerqueira César              | Tonzeca, O Calhambeque de Nhoton                                                       | Melhoramentos                          | | [ 20 ]        |        |
| 1973 | Lygia Bojunga                   | Lygia Bojunga                       | Os Colegas                                                                             | Casa Lygia Bojunga                     | | [ 21 ]        |        |
| 1974 | Maria Thereza Cunha de Giacomo  | Maria Thereza Cunha de Giacomo      | Lendas Brasileiras                                                                     | Melhoramentos                          | | [ 22 ]        |        |
| 1975 | Edy Lima                        | Edy Lima                            | A Vaca Proibida                                                                        | GLOBAL                                 | | [ 23 ]        |        |
| 1976 | Ofélia Fontes e Narbal Fontes   | Ofélia Fontes e Narbal Fontes       | Cem Noites Tapuias                                                                     | Ática                                  | | [ 24 ]        |        |
| 1977 | Wander Piroli                   | Wander Piroli                       | Os Rios Morrem de Sede                                                                 | Moderna                                | | [ 25 ]        |        |
| 1978 | Ana Maria Machado               | Ana Maria Machado                   | História Meio ao Contrário                                                             | Ática                                  | | [ 26 ]        |        |
| 1979 | Joel Rufino dos Santos          | Joel Rufino dos Santos              | Uma Estranha Aventura em Talalai                                                       | Global Editora                         | | [ 27 ]        |        |
| 1980 | Elvira Vigna                    | Elvira Vigna                        | La de Umbigo                                                                           | Antares/INL-MEC                        | | [ 28 ]        |        |
| 1981 | Mirna Pinsky                    | Mirna Pinsky                        | As Muitas Mães de Ariel                                                                | Atual                                  | | [ 29 ] [ 30 ] |        |
| 1982 | Sérgio Capparelli               | Sérgio Capparelli                   | Vovô Fugiu de Casa                                                                     | L&PM                                   | | [ 31 ]        |        |
| 1983 | Silvia Orthof                   | Silvia Orthof                       | A Vaca Mimosa e a Mosca Zenilda                                                        | Ática                                  | | [ 32 ]        |        |
| 1984 | Camila Cerqueira César          | Camila Cerqueira César              | O Homem do Violão Quebrado                                                             | GLOBAL                                 | | [ 33 ]        |        |
| 1985 | Luis Galdino                    | Luis Galdino                        | Terra sem Males                                                                        | Editora Lê                             | | [ 34 ]        |        |
| 1986 | Pedro Bandeira                  | Pedro Bandeira                      | O Fantástico Mistério da Feiurinha                                                     | FTD                                    | | [ 35 ]        |        |
| 1987 | Maria Heloisa Penteado          | Maria Heloisa Penteado              | A Velha Fridela                                                                        | Ática                                  | | [ 36 ]        |        |
| 1988 | Vilma Arêas                     | Vilma Arêas                         | Aos Trancos e Relâmpagos                                                               | Iluminuras                             | | [ 37 ]        |        |
| 1989 | Ricardo Azevedo                 | Ricardo Azevedo                     | Alguma Coisa                                                                           | FTD                                    | | [ 38 ]        |        |
| 1990 | Ruth Rocha                      | Ruth Rocha                          | Uma História de Rabos Presos                                                           | Salamandra                             | | [ 39 ]        |        |
| 1991 | José Paulo Paes                 | José Paulo Paes                     | Poemas para Brincar                                                                    | Ática                                  | | [ 40 ]        |        |
| 2005 | 1º                              | Ângela Lago                         | Muito Capeta                                                                           | Companhia das Letras                   | | [ 41 ]        |        |
| 2005 | 2º                              | Luciana Schiller e Katia Canton     | Moda – Uma História para Crianças                                                      | Cosac Naify                            | | [ 41 ]        |        |
| 2005 | 3º                              | Bartolomeu Campos de Queirós        | Pé de Sapo e Sapato de Pato                                                            | Editora do Brasil                      | | [ 41 ]        |        |
| 2006 | 1º                              | Gabriel O Pensador                  | Um Garoto Chamado Rorbeto                                                              | Cosac Naify                            | | [ 42 ]        |        |
| 2006 | 2º                              | Flávio de Souza                     | Chapeuzinho Adormecida No País das Maravilhas                                          | FTD                                    | | [ 42 ]        |        |
| 2006 | 3º                              | Eva Furnari                         | Cacoete                                                                                | Editora Ática                          | | [ 42 ]        |        |
| 2007 | 1º                              | Fernando Vilela                     | Lampião & Lancelote                                                                    | Cosac Naify                            | | [ 42 ]        | [ 43 ] |
| 2007 | 2º                              | Roger Mello                         | João por um Fio                                                                        | Companhia das Letras                   | |               | [ 43 ] |
| 2007 | 3º                              | Eva Furnari                         | Felpo Filva                                                                            | Moderna                                | |               | [ 43 ] |
| 2008 | 1º                              | Bartolomeu Campos de Queirós        | Sei por ouvir dizer                                                                    | Edelbra                                | | [ 44 ]        |        |
| 2008 | 2º                              | Ignácio de Loyola Brandão           | O Menino que vendia Palavras                                                           | Objetiva                               | | [ 44 ]        |        |
| 2008 | 3º                              | Jose Roger Soares de Mello          | Zubair e os Labirintos                                                                 | Companhia das Letras                   | | [ 44 ]        |        |
| 2009 | 1º                              | Braulio Tavares                     | A invenção do mundo pelo Deus-Curumim                                                  | Editora 34                             | | [ 45 ]        |        |
| 2009 | 2º                              | Maria Valeria Rezende               | No risco do caracol                                                                    | Autêntica                              | | [ 45 ]        |        |
| 2009 | 3º                              | Letícia Wierzchowsky                | Era outra vez um gato xadrez                                                           | Auana                                  | | [ 45 ]        |        |
| 2010 | 1º                              | Nelson Cruz                         | Os Herdeiros Do Lobo                                                                   | Comboio de Corda (Grupo Sm)            | | [ 46 ]        |        |
| 2010 | 2º                              | Roger Mello                         | Carvoeirinhos                                                                          | Companhia das Letras                   | | [ 46 ]        |        |
| 2010 | 3º                              | Ângela Lago                         | A Visita dos 10 monstrinhos                                                            | Companhia das Letras                   | | [ 46 ]        |        |
| 2011 | 1º                              | André Neves                         | Obax                                                                                   | Brinque-Book                           | | [ 47 ]        |        |
| 2011 | 2º                              | Sérgio Capparelli                   | A Lua Dentro do Coco                                                                   | Projeto                                | | [ 47 ]        |        |
| 2011 | 3º                              | Ângela Lago                         | Psiquê                                                                                 | Cosac Naify                            | | [ 47 ]        |        |
| 2012 | 1º                              | Biagio D'Angelo                     | Benjamin: Poemas com desenhos e músicas                                                | Editora Melhoramentos                  | | [ 48 ]        |        |
| 2012 | 2º                              | Rosa Amanda Strausz                 | O herói imóvel                                                                         | Editora Rovelle                        | | [ 48 ]        |        |
| 2012 | 3º                              | Fabrício Carpinejar                 | Votupira o vento doido da esquina                                                      | Edições SM                             | | [ 48 ]        |        |
| 2013 | 1º                              | Socorro Acioli                      | Ela tem olhos de céu                                                                   | Editora Gaivota                        | | [ 49 ]        |        |
| 2013 | 2º                              | Paulo Venturelli                    | Visita à Baleia                                                                        | Positivo Soluções Didáticas            | | [ 49 ]        |        |
| 2013 | 3º                              | Geraldo Costa                       | A ilha do crocodilo – Contos e lendas do Timor-Leste                                   | FTD                                    | | [ 49 ]        |        |
| 2014 | 1º                              | Marina Colasanti                    | Breve História de um Pequeno Amor                                                      | FTD                                    | | [ 50 ]        |        |
| 2014 | 2º                              | Pedro Veludo                        | Da Guerra dos Mares e das Areias: Fábula Sobre as Marés                                | Quatro Cantos                          | | [ 50 ]        |        |
| 2014 | 3º                              | Ruth Rocha                          | Poemas que Escolhi para Crianças                                                       | Editora Salamandra                     | | [ 50 ]        |        |
| 2015 | 1º                              | Luiz Ruffato                        | A História Verdadeira do Sapo Luiz                                                     | Editora Dsop                           | | [ 51 ]        |        |
| 2015 | 2º                              | Flávia Savary                       | A Roupa Nova do Arco-da-velha                                                          | Cidade Nova                            | | [ 51 ]        |        |
| 2015 | 3º                              | Blandina Franco e José Carlos Lollo | A Raiva                                                                                | Zahar                                  | | [ 51 ]        |        |
| 2016 | 1º                              | Roger Mello                         | Inês                                                                                   | Companhia das Letrinhas                | | [ 52 ]        |        |
| 2016 | 2º                              | Carolina Moreyra e Odilon Moraes    | Lá e Aqui                                                                              | Zahar                                  | | [ 52 ]        |        |
| 2016 | 3º                              | José Santos                         | A Divina Jogada                                                                        | Editora Nós                            | | [ 52 ]        |        |
| 2017 | 1º                              | Eva Furnari                         | Drufs                                                                                  | Moderna                                | | [ 53 ]        |        |
| 2017 | 2º                              | Luisa Massarani                     | Se Eu Fosse... Um bicho, uma planta ou até um objeto, minha vida seria muito diferente | Publifolha Editora: Selo Publifolhinha | | [ 53 ]        |        |
| 2017 | 3º                              | Cristino Wapichana                  | A Boca da Noite                                                                        | Zit Editora                            | | [ 53 ]        |        |
| 2019 | Júlia Medeiros e Elisa Carareto | Júlia Medeiros e Elisa Carareto     | A Avó Amarela                                                                          | ÔZé Editora                            | - Casa de passarinho (Ana Rosa Costa, Odilon Moraes / editora Positivo) - Chão de peixes (Lúcia Hiratsuka / editora Pequena Zahar) - Donana e Titonho (Ninfa Parreiras / editora Paulinas) - Enreduana (Mariana Massarani / editora Companhia das Letrinhas/Companhia das Letras) - Minha família Enauenê (Maria Rita Valadão Carelli / editora FTD Educação) - O galo gago (Antonio Carlos Secchin / editora Rocco) - Olavo (Odilon Moraes / editora Jujuba) - Papo reto e papo curvo (João Luiz Guimarães e Rosinha Bezerra / Editora do Brasil) - Segredos de uma vida no museu (Ana Rapha Nunes / editora Ana Rapha Nunes) | [ 54 ] [ 55 ] |        |